# Line Kruse
 (août 2019).
Line Kruse est une violoniste danoise  et compositrice de jazz.

## Biographie
Diplômée du Académie royale danoise de musique à Copenhague, Line Kruse s'installe en France, où ses parents se sont rencontrés, et s'intéresse dès ses débuts aux rythmes et répertoire sud-américain. Elle intègre la communauté latino de Paris. Elle participe au Gotan Project pendant plusieurs années, avant de développer sa propre écriture.

## Styles
Line Kruse tire le jazz contemporain vers des influences afro-cubaines, argentines et brésiliennes. Ses arrangements font apparaître de forts contrastes, avec des lignes mélodiques puissantes. Elle dirige un big band au violon, instrument rarement utilisé en jazz. Elle a joué avec Youn Sun Nah, Palle Danielsson, Harold López-Nussa, Stéphane Chausse, Louis Winsberg, Hervé Samb, Pierre Bertrand, Denis Leloup, Minino Garay, Lukmil Perez, les trompettistes Gerard Presencer et Nicolas Folmer.

## Discographie
- 2004 : Warm Waves, Saphir Productions
- 2009 : Dream, Stunt Records (en)
- 2012 : Dancing On Air, Stunt Records (en)
- 2017 : Hidden Stone, Continuo Musique & in Focus Music
- 2019 : Invitation, Continuo Musique & in Focus Music
- 2022 : line kruse bånd, Continuo Musique & in Focus Music